# Yidalpta thetys
Yidalpta thetys är en fjärilsart som beskrevs av Felder 1874. Yidalpta thetys ingår i släktet Yidalpta och familjen nattflyn. Inga underarter finns listade i Catalogue of Life.